# Ellensen
Ellensen ist ein zur Stadt Dassel im Landkreis Northeim gehörendes Dorf, das an der Ilme liegt.

## Geschichte
Namenforschern zufolge wurde der Ort erstmals in den Corveyer Traditionen als Hellonhusun erwähnt. Somit bestand hier bereits im 1. Jahrtausend eine Ansiedlung. Später sind hier Herren von Ellenhosen oder Ellenhusen beurkundet, die im Umfeld der Grafen von Dassel wirkten. Im 13. Jahrhundert besaßen auch die Herren von Luthardessen einen Hof in Ellensen, den sie dem Stift Fredelsloh übertrugen.
Bereits im Mittelalter war Ellensen Kirchort. Es bildete zuletzt mit Eilensen und Krimmensen eine Kapellengemeinde, die zum 1. Juni 2012 aufgehoben wurde.
Im Jahre 1954 wurde das historische Pfarrhaus mit Scheune zum nach Johann Hinrich Wichern benannten Wichernhaus umgebaut, das heute Kultur- und Sportzwecken dient.
Ellensen wurde am 1. März 1974 in die Stadt Dassel eingegliedert.

## Politik

### Ortsrat
Ellensen hat gemeinsam mit Eilensen und Krimmensen einen neunköpfigen Ortsrat, der seit der Kommunalwahl 2021 ausschließlich von Mitgliedern der "Wählergemeinschaft Eilensen-Ellensen-Krimmensen" besetzt ist. Die Wahlbeteiligung lag bei 77,97 Prozent.

### Ortsbürgermeister
Ortsbürgermeister ist Dennis Schinkewitz, stellvertretender Ortsbürgermeister ist Timo Ewers. Ortsbeauftragter ist Timo Ewers.

## Sehenswürdigkeiten

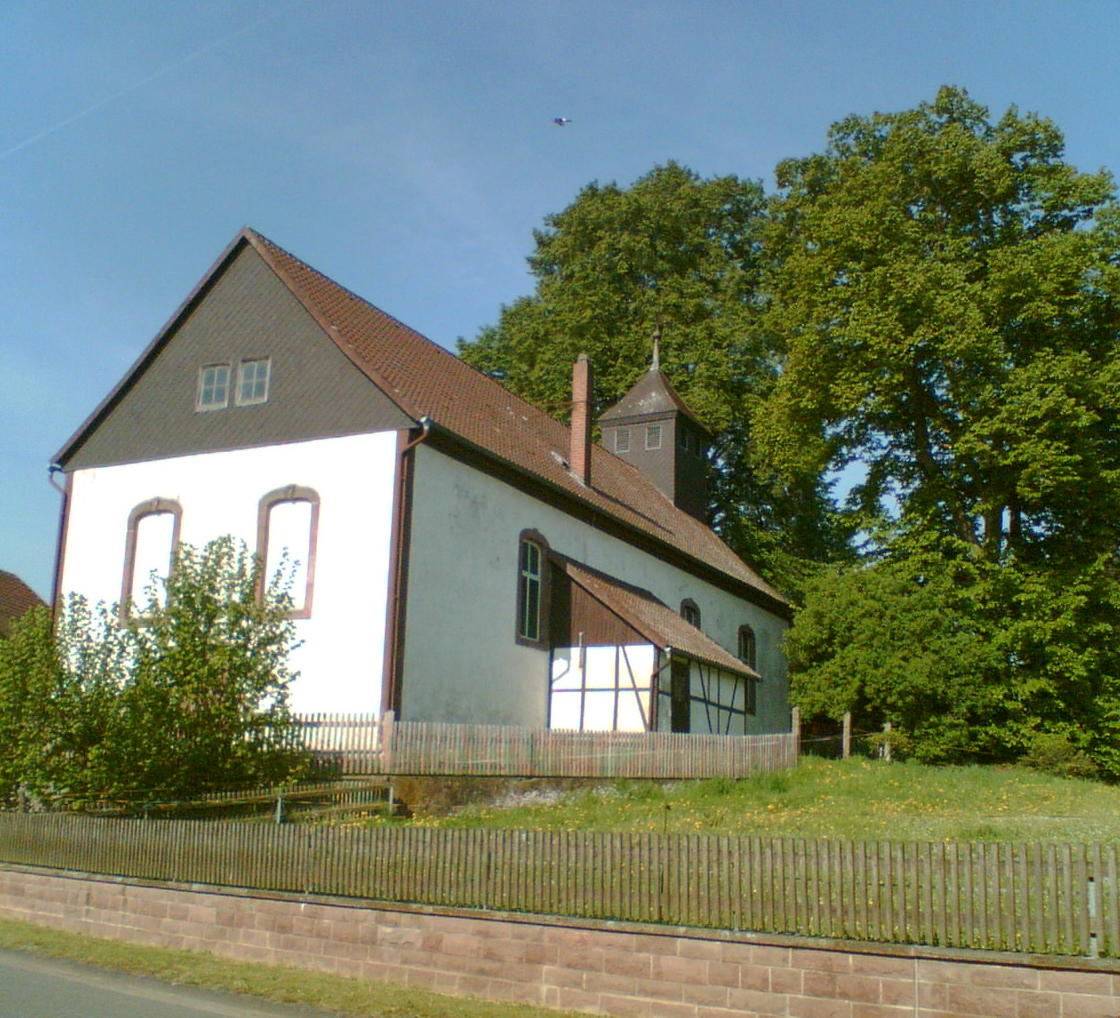
Kirche Ellensen

Die Kirche St. Matthäus prägt das zentrale Ortsbild. Das erste Kirchenbauwerk war im Dreißigjährigen Krieg stark beschädigt worden und verfiel trotz Reparatur in den folgenden Jahrzehnten weiter, sodass sie 1728 vollständig renoviert werden musste. Zugleich wurde das Gebäude vergrößert. Die 1753 eingebaute Orgel mit 6 Registern wurde 1838 repariert. 1846 wurde die Kirche wieder renoviert und vergrößert. Fünfzig Jahre später baute man eine neue Orgel mit 10 klingenden Stimmen ein, und an die Außenmauer wurde ein Fachwerkschuppen angebaut zur Lagerung von Brennmaterial für den Kirchenofen. Die in den Weltkriegen eingeschmolzenen Glocken wurden 1952 ersetzt. 1977 fand eine weitere Renovierung des Gebäudes statt.